# Parafia Matki Bożej Łaskawej i św. Sebastiana w Polkowicach
Parafia pw. Matki Bożej Łaskawej i św. Sebastiana w Polkowicach – parafia rzymskokatolicka w dekanacie polkowickim w diecezji legnickiej. Jej proboszczem jest ks. Marek Kluwak. Obsługiwana przez księży diecezjalnych. Erygowana 25 grudnia 1998. Kościół parafialny mieści się przy ulicy Wojska Polskiego. Jest najmłodszą parafią w mieście.